# Lijst van coaches van het Bulgaars voetbalelftal (mannen)
Dit is een lijst van bondscoaches van het Bulgaars voetbalelftal mannen.

## Bondscoaches
| Naam                | Land van herkomst | Begin periode     | Einde periode     | Prijzen         | Opmerkingen/Wijze van vertrek                                     |
| ------------------- | ----------------- | ----------------- | ----------------- | --------------- | ----------------------------------------------------------------- |
| Leopold Nitsch      | Oostenrijk        | 1 juli 1923       | 30 juni 1924      |                 |                                                                   |
| Pavel Grozdanov     | Bulgarije         | 25 april 1924     | 29 april 1934     | Balkan Cup (2x) |                                                                   |
| Willy Stejskal      | Oostenrijk        | 1 april 1925      | 30 april 1925     |                 |                                                                   |
| Todor Vladimirov    | Bulgarije         | 25 april 1926     | 30 mei 1926       |                 |                                                                   |
| Karoly Nemes        | Oostenrijk        | 14 juni 1930      | 16 juni 1930      |                 |                                                                   |
| Otto Faist          | Duitsland         | 19 april 1931     | 25 oktober 1931   |                 |                                                                   |
| Károly Fogl         | Hongarije         | 4 februari 1934   | 1 januari 1935    |                 |                                                                   |
| Nikola Kalkandzhiev | Bulgarije         | 15 mei 1935       | 30 juni 1935      |                 |                                                                   |
| Ivan Batandzhiev    | Bulgarije         | 20 oktober 1935   | 24 mei 1936       |                 |                                                                   |
| Geno Mateev         | Bulgarije         | 1 juli 1936       | 31 juli 1936      |                 |                                                                   |
| Stanislav Toms      | Tsjechië          | 11 juli 1937      | 24 april 1938     |                 |                                                                   |
| Konstantin Maznikov | Bulgarije         | 1 oktober 1938    | 3 oktober 1938    |                 |                                                                   |
| Ivan Radoev         | Bulgarije         | 24 mei 1939       | 22 oktober 1939   |                 |                                                                   |
| Franz Köhler        | Oostenrijk        | 23 oktober 1939   | 20 oktober 1940   |                 |                                                                   |
| Ivan Radoev         | Bulgarije         | 11 april 1942     | 19 juli 1942      |                 |                                                                   |
| Nikola Kalkandzhiev | Bulgarije         | 1 juli 1942       | 30 juli 1942      |                 |                                                                   |
| Ivan Batandzhiev    | Bulgarije         | 6 juni 1943       | 6 juni 1943       |                 |                                                                   |
| Todor Konov         | Bulgarije         | 8 oktober 1946    | 13 oktober 1946   |                 |                                                                   |
| Ivan Radoev         | Bulgarije         | 15 juni 1947      | 6 juli 1947       |                 |                                                                   |
| Mihail Manov        | Bulgarije         | 1 juli 1947       | 18 augustus 1948  |                 |                                                                   |
| Rezső Somlai        | Hongarije         | 10 oktober 1947   | 15 oktober 1947   |                 |                                                                   |
| Lyubomir Angelov    | Bulgarije         | 4 april 1948      | 4 juli 1948       |                 |                                                                   |
| Andor Hajdú         | Hongarije         | 29 augustus 1948  | 17 november 1949  |                 |                                                                   |
| Lyubomir Angelov    | Bulgarije         | 4 juni 1950       | 4 juni 1950       |                 |                                                                   |
| Ivan Radoev         | Bulgarije         | 27 augustus 1950  | 27 augustus 1950  |                 |                                                                   |
| Stoyan Ormandzhiev  | Bulgarije         | 30 oktober 1950   | 11 december 1960  |                 |                                                                   |
| Krum Milev          | Bulgarije         | 18 mei 1952       | 1 september 1960  |                 |                                                                   |
| Lyubomir Angelov    | Bulgarije         | 6 september 1953  | 13 september 1953 |                 |                                                                   |
| Georgi Pachedzhiev  | Bulgarije         | 26 juni 1955      | 13 november 1955  |                 |                                                                   |
| Stefan Bozhkov      | Bulgarije         | 23 november 1960  | 11 december 1960  |                 |                                                                   |
| Georgi Pachedzhiev  | Bulgarije         | 16 juni 1961      | 16 december 1962  |                 |                                                                   |
| Béla Volentik       | Hongarije         | 1 januari 1963    | 31 december 1963  |                 |                                                                   |
| Stoyan Ormandzhiev  | Bulgarije         | 23 april 1964     | 23 april 1964     |                 |                                                                   |
| Rudolf Vytlacil     | Tsjechië          | 29 november 1964  | 20 juli 1966      |                 |                                                                   |
| Dobromir Tashkov    | Bulgarije         | 1 november 1966   | 31 december 1966  |                 |                                                                   |
| Vasil Spasov        | Bulgarije         | 1 maart 1967      | 1 maart 1967      |                 |                                                                   |
| Stefan Bozhkov      | Bulgarije         | 22 maart 1967     | 30 juni 1969      |                 |                                                                   |
| Vasil Spasov        | Bulgarije         | 1 november 1970   | 8 mei 1972        |                 |                                                                   |
| Georgi Berkov       | Bulgarije         | 1 mei 1972        | 30 juni 1972      |                 |                                                                   |
| Stoyan Ormandzhiev  | Bulgarije         | 21 juni 1972      | 21 juni 1972      |                 |                                                                   |
| Hristo Mladenov     | Bulgarije         | 11 oktober 1972   | 31 januari 1973   |                 |                                                                   |
| Yoncho Arsov        | Bulgarije         | 4 februari 1973   | 18 april 1973     |                 |                                                                   |
| Hristo Mladenov     | Bulgarije         | 2 mei 1973        | 23 juni 1974      |                 |                                                                   |
| Stoyan Ormandzhiev  | Bulgarije         | 14 april 1974     | 23 januari 1977   | Balkan Cup      |                                                                   |
| Yoncho Arsov        | Bulgarije         | 25 september 1974 | 10 november 1974  |                 |                                                                   |
| Hristo Mladenov     | Bulgarije         | 17 augustus 1976  | 30 november 1977  |                 |                                                                   |
| Tsvetan Ilchev      | Bulgarije         | 20 februari 1978  | 30 juni 1979      |                 |                                                                   |
| Atanas Parzhelov    | Bulgarije         | 26 april 1978     | 26 april 1978     |                 |                                                                   |
| Yanko Dinkov        | Bulgarije         | 28 maart 1979     | 2 mei 1979        |                 |                                                                   |
| Dobromir Tashkov    | Bulgarije         | 26 september 1979 | 31 december 1979  |                 |                                                                   |
| Atanas Parzhelov    | Bulgarije         | 8 maart 1980      | 14 mei 1982       |                 |                                                                   |
| Ivan Vutsov         | Bulgarije         | 1 oktober 1982    | 30 juni 1986      |                 |                                                                   |
| Hristo Mladenov     | Bulgarije         | 10 september 1986 | 11 november 1987  |                 |                                                                   |
| Boris Angelov       | Bulgarije         | 21 januari 1988   | 26 april 1989     |                 |                                                                   |
| Dimitar Penev       | Bulgarije         | 27 april 1989     | 31 juli 1989      |                 |                                                                   |
| Ivan Vutsov         | Bulgarije         | 1 augustus 1989   | 2 mei 1991        |                 |                                                                   |
| Krasimir Borisov    | Bulgarije         | 6 mei 1991        | 31 mei 1991       |                 |                                                                   |
| Dimitar Penev       | Bulgarije         | 21 augustus 1991  | 18 juni 1996      |                 |                                                                   |
| Hristo Bonev        | Bulgarije         | 1 juli 1996       | 6 september 1998  |                 |                                                                   |
| Dimitar Dimitrov    | Bulgarije         | 13 september 1998 | 31 december 1999  |                 |                                                                   |
| Stoycho Mladenov    | Bulgarije         | 1 februari 2000   | 31 december 2001  |                 |                                                                   |
| Plamen Markov       | Bulgarije         | 1 januari 2002    | 30 juni 2004      |                 |                                                                   |
| Hristo Stoichkov    | Bulgarije         | 15 juli 2004      | 11 april 2007     |                 |                                                                   |
| Stanimir Stoilov    | Bulgarije         | 10 april 2007     | 6 juni 2007       |                 |                                                                   |
| Dimitar Penev       | Bulgarije         | 30 juni 2007      | 30 oktober 2007   |                 |                                                                   |
| Plamen Markov       | Bulgarije         | 11 januari 2008   | 2 december 2008   |                 | Ontslagen, Stanimir Stoilov vervangt hem                          |
| Stanimir Stoilov    | Bulgarije         | 1 januari 2009    | 8 september 2010  |                 | Ontslag genomen, Lothar Matthäus vervangt hem                     |
| Lothar Matthäus     | Duitsland         | 23 september 2010 | 19 september 2011 |                 | Ontslagen                                                         |
| Mihail Madanski     | Bulgarije         | 20 september 2011 | 30 oktober 2011   |                 | Interim                                                           |
| Lyuboslav Penev     | Bulgarije         | 1 november 2011   | 20 november 2014  |                 | Ontslagen, Ivaylo Petev vervangt hem                              |
| Ivaylo Petev        | Bulgarije         | 17 december 2014  | 27 september 2016 |                 | Ontslagen, Petar Hubchev vervangt hem                             |
| Petar Hubchev       | Bulgarije         | 30 september 2016 | 14 mei 2019       |                 | Contract getekend bij Levski Sofia, Krasimir Balakov vervangt hem |
| Krasimir Balakov    | Bulgarije         | 1 juni 2019       | 18 oktober 2019   |                 | Ontslag genomen, Georgi Dermendzhiev vervangt hem                 |
| Georgi Dermendzhiev | Bulgarije         | 28 oktober 2019   | 31 december 2020  |                 | Contract niet verlengd, Yasen Petrov vervangt hem                 |
| Yasen Petrov        | Bulgarije         | 14 januari 2021   | 5 juni 2022       |                 | Ontslag genomen                                                   |
| Georgi Ivanov       | Bulgarije         | 6 juni 2022       | 30 juni 2022      |                 | Interim                                                           |
| Mladen Krstajic     | Servië            | 21 juli 2022      | 26 oktober 2023   |                 | Ontslagen, Ilian Iliev vervangt hem                               |
| Ilian Iliev         | Bulgarije         | 1 november 2023   |                   |                 |                                                                   |

BFS · A-internationals · Selecties · Bondscoaches · Bulgaars vrouwenelftal · Olympisch elftal · Bulgarije U21 · Bulgarije U20 · Bulgarije U19 · Bulgarije U18 · Bulgarije U17 · Bulgarije U16
1924 – 1929 · 
1930 – 1939 · 
1940 – 1949 · 
1950 – 1959 · 
1960 – 1969 · 
1970 – 1979 · 
1980 – 1989 · 
1990 – 1999 · 
2000 – 2009 · 
2010 – 2019 ·
2020 − 2029
EK 1996 · 
EK 2004
WK 1962 · 
WK 1966 · 
WK 1970 · 
WK 1974 · 
WK 1986 · 
WK 1994 · 
WK 1998
OS 1924 · 
OS 1952 · 
OS 1956 · 
OS 1960 · 
OS 1968
1924 · 
1925 · 
1926 · 
1927 · 
1928 ·
1929 · 
1930 · 
1931 · 
1932 · 
1933 · 
1934 · 
1935 · 
1936 · 
1937 · 
1938 · 
1939 · 
1940 · 
1941 ·
1942 · 
1943 · 
1944 · 1945 · 
1946 ·
1947 · 
1948 · 
1949 · 
1950 · 
1952 · 
1952 · 
1953 · 
1954 · 
1955 · 
1956 · 
1957 · 
1958 · 
1959 · 
1960 · 
1961 · 
1962 · 
1963 · 
1964 · 
1965 · 
1966 · 
1967 · 
1968 · 
1969 · 
1970 · 
1971 · 
1972 · 
1973 · 
1974 · 
1975 · 
1976 · 
1977 · 
1978 · 
1979 · 
1980 · 
1981 · 
1982 · 
1983 · 
1984 · 
1985 · 
1986 · 
1987 · 
1988 · 
1989 · 
1990 · 
1991 · 
1992 · 
1993 · 
1994 · 
1995 · 
1996 · 
1997 · 
1998 · 
1999 · 
2000 · 
2001 · 
2002 · 
2003 · 
2004 · 
2005 · 
2006 · 
2007 · 
2008 · 
2009 · 
2010 · 
2011 · 
2012 · 
2013 · 
2014 · 
2015 ·
2016 ·
2017 ·
2018 ·
2019 ·
2020 ·
2021 ·
2022 ·
2023 ·
2024
Albanië ·
Algerije ·
Andorra ·
Argentinië ·
Armenië ·
Australië ·
Azerbeidzjan ·
België ·
Bolivia ·
Bosnië en Herzegovina ·
Brazilië ·
Canada · 
Chili ·
Cuba ·
Cyprus ·
DDR ·
Denemarken ·
Duitsland ·
Ecuador ·
Egypte ·
Engeland ·
Estland ·
Finland ·
Frankrijk ·
Georgië ·
Gibraltar ·
Griekenland ·
Hongarije ·
Ierland ·
IJsland ·
Indonesië ·
Iran ·
Israël ·
Italië ·
Jamaica ·
Japan ·
Joegoslavië ·
Jordanië ·
Kameroen ·
Kazachstan ·
Koeweit ·
Kosovo ·
Kroatië ·
Letland ·
Libanon ·
Litouwen ·
Luxemburg ·
Malta ·
Marokko ·
Mexico ·
Moldavië ·
Montenegro ·
Nederland ·
Nieuw-Caledonië ·
Nigeria ·
Noord-Ierland ·
Noord-Korea ·
Noord-Macedonië ·
Noorwegen ·
Oekraïne ·
Oman ·
Oostenrijk ·
Paraguay ·
Peru ·
Polen ·
Portugal ·
Qatar ·
Roemenië ·
Rusland ·
San Marino ·
Saoedi-Arabië ·
Schotland ·
Servië ·
Servië en Montenegro ·
Slovenië ·
Slowakije ·
Sovjet-Unie ·
Spanje ·
Tanzania ·
Thailand ·
Tsjechië ·
Tsjecho-Slowakije ·
Tunesië ·
Turkije ·
Uruguay ·
Verenigde Arabische Emiraten ·
Wales ·
Wit-Rusland ·
Zuid-Afrika ·
Zuid-Korea ·
Zweden ·
Zwitserland